# Elezioni comunali in Sicilia del 1999
Le elezioni comunali in Sicilia del 1999 si tennero il 13 giugno (con ballottaggio il 27 giugno) e il 28 novembre (con ballottaggio il 12 dicembre).

## Elezioni del giugno 1999

### Provincia regionale di Palermo

#### Termini Imerese
| Candidati                     | Candidati              | II turno         | II turno         | I turno | I turno | Liste                   | Voti   | %     | Seggi |
| Candidati                     | Candidati              | Voti             | %                | Voti    | %       | Liste                   | Voti   | %     | Seggi |
| ----------------------------- | ---------------------- | ---------------- | ---------------- | ------- | ------- | ----------------------- | ------ | ----- | ----- |
|                               | Luigi Purpi ✔️ Sindaco | 8 295            | 50,70            | 8 612   | 49,29   | Alleanza Nazionale      | 4 248  | 25,51 | 7     |
| Forza Italia                  | Luigi Purpi ✔️ Sindaco | 8 295            | 50,70            | 8 612   | 49,29   | 2 873                   | 17,25  | 4     |       |
| Centro Cristiano Democratico  | Luigi Purpi ✔️ Sindaco | 8 295            | 50,70            | 8 612   | 49,29   | 1 004                   | 6,03   | 1     |       |
| Lista Civica                  | Luigi Purpi ✔️ Sindaco | 8 295            | 50,70            | 8 612   | 49,29   | 454                     | 2,73   | –     |       |
|                               | Enzo Giunta            | 8 065            | 49,30            | 8 173   | 46,78   | Democratici di Sinistra | 2 956  | 17,75 | 3     |
| Partito Popolare Italiano     | Enzo Giunta            | 8 065            | 49,30            | 8 173   | 46,78   | 1 846                   | 11,09  | 2     |       |
| I Democratici                 | Enzo Giunta            | 8 065            | 49,30            | 8 173   | 46,78   | 1 570                   | 9,43   | 2     |       |
| UDEUR                         | Enzo Giunta            | 8 065            | 49,30            | 8 173   | 46,78   | 889                     | 5,34   | 1     |       |
| Rinnovamento Italiano         | Enzo Giunta            | 8 065            | 49,30            | 8 173   | 46,78   | 461                     | 2,77   | –     |       |
|                               | Salvatore Arrigo       | Salvatore Arrigo | Salvatore Arrigo | 687     | 3,93    | Sinistra Unita          | 350    | 2,10  | –     |
| Totale                        | Totale                 | 16 360           | 100              | 17 472  | 100     |                         | 16 651 | 100   | 20    |
|                               |                        |                  |                  |         |         |                         |        |       |       |
| Fonte: Ministero dell'interno |                        |                  |                  |         |         |                         |        |       |       |

### Provincia regionale di Agrigento

#### Palma di Montechiaro
| Candidati                         | Candidati                        | II turno             | II turno             | I turno | I turno | Liste                           | Voti   | %     | Seggi |
| Candidati                         | Candidati                        | Voti                 | %                    | Voti    | %       | Liste                           | Voti   | %     | Seggi |
| --------------------------------- | -------------------------------- | -------------------- | -------------------- | ------- | ------- | ------------------------------- | ------ | ----- | ----- |
|                                   | Rosario Giorgio Gallo ✔️ Sindaco | 8 303                | 67,83                | 4 627   | 36,72   | Lista civica di centro-sinistra | 3 473  | 28,21 | 6     |
|                                   | Paolo Salvato                    | 3 937                | 32,17                | 3 680   | 29,21   | Centro Cristiano Democratico    | 2 764  | 22,45 | 5     |
| Socialisti Democratici Italiani   | Paolo Salvato                    | 3 937                | 32,17                | 3 680   | 29,21   | 1 260                           | 10,23  | 2     |       |
|                                   | Gioacchino Sorintano             | Gioacchino Sorintano | Gioacchino Sorintano | 2 056   | 16,32   | Lista Civica (B)                | 1 181  | 9,59  | 2     |
| Lista civica di centro-destra (B) | Gioacchino Sorintano             | Gioacchino Sorintano | Gioacchino Sorintano | 2 056   | 16,32   | 383                             | 3,11   | –     |       |
| Centro (B)                        | Gioacchino Sorintano             | Gioacchino Sorintano | Gioacchino Sorintano | 2 056   | 16,32   | 256                             | 2,08   | –     |       |
| Partito Socialista (B)            | Gioacchino Sorintano             | Gioacchino Sorintano | Gioacchino Sorintano | 2 056   | 16,32   | 1 181                           | 9,59   | –     |       |
|                                   | Piero Meli                       | Piero Meli           | Piero Meli           | 2 045   | 16,23   | Forza Italia (B)                | 2 575  | 20,91 | 5     |
|                                   | Calogero Miccichè                | Calogero Miccichè    | Calogero Miccichè    | 192     | 1,52    | Rifondazione Comunista (A)      | 213    | 1,73  | –     |
| Totale                            | Totale                           | 12 240               | 100                  | 12 600  | 100     |                                 | 12 312 | 100   | 20    |
|                                   |                                  |                      |                      |         |         |                                 |        |       |       |
| Fonte: Ministero dell'interno     |                                  |                      |                      |         |         |                                 |        |       |       |

### Provincia regionale di Catania

#### San Giovanni la Punta
|                                 | Santo Trovato ✔️ Sindaco | 6 280  | 51,96 | Lista Civica       | 1 948  | 17,68 | 4  |  |  |
| Forza Italia                    | Santo Trovato ✔️ Sindaco | 6 280  | 51,96 | 1 689              | 15,33  | 4     |    |  |  |
| Lista Civica                    | Santo Trovato ✔️ Sindaco | 6 280  | 51,96 | 689                | 6,26   | 1     |    |  |  |
| Centro Cristiano Democratico    | Santo Trovato ✔️ Sindaco | 6 280  | 51,96 | 607                | 5,51   | 1     |    |  |  |
| Lista Civica                    | Santo Trovato ✔️ Sindaco | 6 280  | 51,96 | 562                | 5,10   | 1     |    |  |  |
| Partito Popolare Italiano       | Santo Trovato ✔️ Sindaco | 6 280  | 51,96 | 453                | 4,11   | 1     |    |  |  |
| Socialisti Democratici Italiani | Santo Trovato ✔️ Sindaco | 6 280  | 51,96 | 353                | 3,20   | –     |    |  |  |
|                                 | Salvatore Allegra        | 4 304  | 35,61 | Alleanza Nazionale | 1 669  | 15,15 | 3  |  |  |
| Lista Civica                    | Salvatore Allegra        | 4 304  | 35,61 | 1 164              | 10,57  | 2     |    |  |  |
| Lista Civica                    | Salvatore Allegra        | 4 304  | 35,61 | 602                | 5,47   | 1     |    |  |  |
|                                 | Gabriella Guerini        | 1 502  | 12,43 | I Democratici      | 562    | 5,10  | 1  |  |  |
| Democratici di Sinistra         | Gabriella Guerini        | 1 502  | 12,43 | 413                | 3,75   | 1     |    |  |  |
| Lista Civica                    | Gabriella Guerini        | 1 502  | 12,43 | 229                | 2,08   | –     |    |  |  |
| UDEUR                           | Gabriella Guerini        | 1 502  | 12,43 | 75                 | 0,68   | –     |    |  |  |
| Totale                          | Totale                   | 12 086 | 100   |                    | 11 015 | 100   | 20 |  |  |
|                                 |                          |        |       |                    |        |       |    |  |  |
| Fonte: Ministero dell'interno   |                          |        |       |                    |        |       |    |  |  |

### Provincia Regionale di Trapani

#### Mazara del Vallo
| Candidati                       | Candidati                      | II turno                | II turno                | I turno | I turno | Liste                     | Voti   | %     | Seggi |
| Candidati                       | Candidati                      | Voti                    | %                       | Voti    | %       | Liste                     | Voti   | %     | Seggi |
| ------------------------------- | ------------------------------ | ----------------------- | ----------------------- | ------- | ------- | ------------------------- | ------ | ----- | ----- |
|                                 | Pierangelo Grimaudo ✔️ Sindaco | 11 158                  | 53,20                   | 10 512  | 39,92   | Alleanza Nazionale        | 4 321  | 16,87 | 8     |
| Forza Italia                    | Pierangelo Grimaudo ✔️ Sindaco | 11 158                  | 53,20                   | 10 512  | 39,92   | 2 878                     | 11,24  | 5     |       |
| Centro Cristiano Democratico    | Pierangelo Grimaudo ✔️ Sindaco | 11 158                  | 53,20                   | 10 512  | 39,92   | 1 908                     | 7,45   | 3     |       |
| Cristiani Democratici Uniti     | Pierangelo Grimaudo ✔️ Sindaco | 11 158                  | 53,20                   | 10 512  | 39,92   | 1 392                     | 5,43   | 2     |       |
|                                 | Antonina Marascia              | 9 417                   | 44,90                   | 8 100   | 30,76   | Partito Popolare Italiano | 3 782  | 14,76 | 4     |
| UDEUR                           | Antonina Marascia              | 9 417                   | 44,90                   | 8 100   | 30,76   | 1 770                     | 6,91   | 2     |       |
| Rinnovamento Italiano           | Antonina Marascia              | 9 417                   | 44,90                   | 8 100   | 30,76   | 1 280                     | 5,00   | 1     |       |
| Federazione dei Verdi           | Antonina Marascia              | 9 417                   | 44,90                   | 8 100   | 30,76   | 1 172                     | 4,58   | 1     |       |
| Socialisti Democratici Italiani | Antonina Marascia              | 9 417                   | 44,90                   | 8 100   | 30,76   | 886                       | 3,46   | 1     |       |
|                                 | Pietro Di Giorgi               | Pietro Di Giorgi        | Pietro Di Giorgi        | 2 941   | 11,17   | Democratici di Sinistra   | 2 919  | 11,40 | 2     |
|                                 | Mario Caruso                   | Mario Caruso            | Mario Caruso            | 2 878   | 10,93   | Lista Civica              | 1 658  | 6,47  | 1     |
|                                 | Giovan Battista D'Alfio        | Giovan Battista D'Alfio | Giovan Battista D'Alfio | 1 134   | 4,31    | Lista Civica              | 843    | 3,29  | –     |
|                                 | Salvatore Giubilato            | Salvatore Giubilato     | Salvatore Giubilato     | 457     | 1,74    | Comunisti Italiani        | 439    | 1,71  | –     |
|                                 | Angela Marino                  | Angela Marino           | Angela Marino           | 310     | 1,18    | Rifondazione Comunista    | 367    | 1,43  | –     |
| Totale                          | Totale                         | 20 975                  | 100                     | 26 332  | 100     |                           | 25 615 | 100   | 30    |
|                                 |                                |                         |                         |         |         |                           |        |       |       |
| Fonte: Ministero dell'interno   |                                |                         |                         |         |         |                           |        |       |       |

## Elezioni del novembre 1999

### Provincia regionale di Agrigento

#### Sciacca
| Candidati                                                | Candidati                    | II turno             | II turno             | I turno | I turno | Liste                                                 | Voti   | %     | Seggi |
| Candidati                                                | Candidati                    | Voti                 | %                    | Voti    | %       | Liste                                                 | Voti   | %     | Seggi |
| -------------------------------------------------------- | ---------------------------- | -------------------- | -------------------- | ------- | ------- | ----------------------------------------------------- | ------ | ----- | ----- |
|                                                          | Ignazio Cucchiara ✔️ Sindaco | 10 383               | 50,44                | 8 119   | 33,66   | Lista civica di centro-sinistra                       | 4 656  | 20,47 | 12    |
| Lista civica di centro-sinistra                          | Ignazio Cucchiara ✔️ Sindaco | 10 383               | 50,44                | 8 119   | 33,66   | 2 205                                                 | 9,70   | 6     |       |
|                                                          | Gioacchino Marsala           | 10 202               | 49,56                | 8 869   | 36,77   | Partito Popolare Italiano-Rinnovamento Italiano-UDEUR | 4 169  | 18,33 | 3     |
| Democratici di Sinistra                                  | Gioacchino Marsala           | 10 202               | 49,56                | 8 869   | 36,77   | 2 573                                                 | 11,31  | 2     |       |
| Lista civica di centro-sinistra                          | Gioacchino Marsala           | 10 202               | 49,56                | 8 869   | 36,77   | 361                                                   | 1,59   | –     |       |
|                                                          | Francesco Monteleone         | Francesco Monteleone | Francesco Monteleone | 7 132   | 29,57   | Forza Italia                                          | 4 307  | 18,94 | 4     |
| Centro Cristiano Democratico-Cristiani Democratici Uniti | Francesco Monteleone         | Francesco Monteleone | Francesco Monteleone | 7 132   | 29,57   | 2 152                                                 | 9,46   | 2     |       |
| Alleanza Nazionale                                       | Francesco Monteleone         | Francesco Monteleone | Francesco Monteleone | 7 132   | 29,57   | 1 584                                                 | 6,96   | 1     |       |
| Lista civica di centro-destra                            | Francesco Monteleone         | Francesco Monteleone | Francesco Monteleone | 7 132   | 29,57   | 736                                                   | 3,24   | –     |       |
| Totale                                                   | Totale                       | 20 585               | 100                  | 24 120  | 100     |                                                       | 22 743 | 100   | 30    |
|                                                          |                              |                      |                      |         |         |                                                       |        |       |       |
| Fonte: Ministero dell'interno                            |                              |                      |                      |         |         |                                                       |        |       |       |

### Provincia regionale di Palermo

#### Monreale
| Candidati                     | Candidati                   | II turno          | II turno          | I turno | I turno | Liste                        | Voti   | %     | Seggi |
| Candidati                     | Candidati                   | Voti              | %                 | Voti    | %       | Liste                        | Voti   | %     | Seggi |
| ----------------------------- | --------------------------- | ----------------- | ----------------- | ------- | ------- | ---------------------------- | ------ | ----- | ----- |
|                               | Salvatore Caputo ✔️ Sindaco | 7 035             | 51,98             | 7 020   | 41,47   | Alleanza Nazionale           | 2 609  | 16,61 | 5     |
| Forza Italia                  | Salvatore Caputo ✔️ Sindaco | 7 035             | 51,98             | 7 020   | 41,47   | 2 482                        | 15,80  | 4     |       |
| Cristiani Democratici Uniti   | Salvatore Caputo ✔️ Sindaco | 7 035             | 51,98             | 7 020   | 41,47   | 1 611                        | 10,26  | 3     |       |
| Lista Civica                  | Salvatore Caputo ✔️ Sindaco | 7 035             | 51,98             | 7 020   | 41,47   | 148                          | 0,94   | –     |       |
|                               | Lea Giangrande Gullo        | 6 499             | 48,02             | 4 494   | 26,55   | Partito Popolare Italiano    | 1 498  | 9,54  | 2     |
| Democratici di Sinistra       | Lea Giangrande Gullo        | 6 499             | 48,02             | 4 494   | 26,55   | 1 473                        | 9,38   | 2     |       |
| UDEUR                         | Lea Giangrande Gullo        | 6 499             | 48,02             | 4 494   | 26,55   | 1 124                        | 7,16   | 1     |       |
| Rinnovamento Italiano         | Lea Giangrande Gullo        | 6 499             | 48,02             | 4 494   | 26,55   | 455                          | 2,90   | –     |       |
| Rifondazione Comunista        | Lea Giangrande Gullo        | 6 499             | 48,02             | 4 494   | 26,55   | 356                          | 2,27   | –     |       |
|                               | Salvino Pantuso             | Salvino Pantuso   | Salvino Pantuso   | 3 204   | 18,93   | I Democratici (A)            | 1 849  | 11,77 | 2     |
| Liberali-Partito Socialista   | Salvino Pantuso             | Salvino Pantuso   | Salvino Pantuso   | 3 204   | 18,93   | 152                          | 0,97   | –     |       |
|                               | Filippo Di Matteo           | Filippo Di Matteo | Filippo Di Matteo | 1 824   | 10,78   | Centro Cristiano Democratico | 1 618  | 10,30 | 1     |
|                               | Michele Ganci               | Michele Ganci     | Michele Ganci     | 386     | 2,28    | Lista Civica                 | 329    | 2,10  | –     |
| Totale                        | Totale                      | 13 534            | 100               | 16 928  | 100     |                              | 15 704 | 100   | 20    |
|                               |                             |                   |                   |         |         |                              |        |       |       |
| Fonte: Ministero dell'interno |                             |                   |                   |         |         |                              |        |       |       |

### Provincia regionale di Caltanissetta

#### Caltanissetta
| Candidati                       | Candidati                                     | II turno         | II turno         | I turno | I turno | Liste                   | Voti   | %     | Seggi |
| Candidati                       | Candidati                                     | Voti             | %                | Voti    | %       | Liste                   | Voti   | %     | Seggi |
| ------------------------------- | --------------------------------------------- | ---------------- | ---------------- | ------- | ------- | ----------------------- | ------ | ----- | ----- |
|                                 | Salvatore Antonio Giuseppe Messana ✔️ Sindaco | 15 879           | 53,24            | 14 483  | 39,36   | Democratici di Sinistra | 4 310  | 12,48 | 4     |
| UDEUR                           | Salvatore Antonio Giuseppe Messana ✔️ Sindaco | 15 879           | 53,24            | 14 483  | 39,36   | 3 708                   | 10,73  | 4     |       |
| Partito Popolare Italiano       | Salvatore Antonio Giuseppe Messana ✔️ Sindaco | 15 879           | 53,24            | 14 483  | 39,36   | 2 649                   | 7,67   | 2     |       |
| Socialisti Democratici Italiani | Salvatore Antonio Giuseppe Messana ✔️ Sindaco | 15 879           | 53,24            | 14 483  | 39,36   | 1 540                   | 4,46   | 1     |       |
| Rinnovamento Italiano           | Salvatore Antonio Giuseppe Messana ✔️ Sindaco | 15 879           | 53,24            | 14 483  | 39,36   | 1 210                   | 3,50   | 1     |       |
| Rifondazione Comunista          | Salvatore Antonio Giuseppe Messana ✔️ Sindaco | 15 879           | 53,24            | 14 483  | 39,36   | 1 138                   | 3,29   | 1     |       |
| I Democratici                   | Salvatore Antonio Giuseppe Messana ✔️ Sindaco | 15 879           | 53,24            | 14 483  | 39,36   | 941                     | 2,72   | 1     |       |
| Comunisti Italiani              | Salvatore Antonio Giuseppe Messana ✔️ Sindaco | 15 879           | 53,24            | 14 483  | 39,36   | 835                     | 2,42   | –     |       |
|                                 | Francesco Antonio Panepinto                   | 13 945           | 46,76            | 11 968  | 32,53   | Forza Italia            | 5 787  | 16,75 | 6     |
| Alleanza Nazionale              | Francesco Antonio Panepinto                   | 13 945           | 46,76            | 11 968  | 32,53   | 3 697                   | 10,70  | 3     |       |
| Cristiani Democratici Uniti     | Francesco Antonio Panepinto                   | 13 945           | 46,76            | 11 968  | 32,53   | 2 689                   | 7,78   | 2     |       |
| Centro Cristiano Democratico    | Francesco Antonio Panepinto                   | 13 945           | 46,76            | 11 968  | 32,53   | 2 199                   | 6,36   | 2     |       |
|                                 | Giuseppe Mancuso                              | Giuseppe Mancuso | Giuseppe Mancuso | 9 261   | 25,17   | Lista Mancuso           | 2 448  | 7,09  | 2     |
| Partito Siciliano d'Azione      | Giuseppe Mancuso                              | Giuseppe Mancuso | Giuseppe Mancuso | 9 261   | 25,17   | 1 082                   | 3,13   | 1     |       |
|                                 | Giuseppe Aiello                               | Giuseppe Aiello  | Giuseppe Aiello  | 1 081   | 2,94    | Aiello Sindaco          | 316    | 0,91  | –     |
| Totale                          | Totale                                        | 29 824           | 100              | 36 793  | 100     |                         | 34 549 | 100   | 30    |
|                                 |                                               |                  |                  |         |         |                         |        |       |       |
| Fonte: Ministero dell'interno   |                                               |                  |                  |         |         |                         |        |       |       |

#### Mazzarino
| Candidati                       | Candidati                     | II turno           | II turno           | I turno | I turno | Liste                     | Voti  | %     | Seggi |
| Candidati                       | Candidati                     | Voti               | %                  | Voti    | %       | Liste                     | Voti  | %     | Seggi |
| ------------------------------- | ----------------------------- | ------------------ | ------------------ | ------- | ------- | ------------------------- | ----- | ----- | ----- |
|                                 | Giovanni Virnuccio ✔️ Sindaco | 4 018              | 51,37              | 2 213   | 29,74   | Partito Popolare Italiano | 827   | 10,52 | 2     |
| UDEUR                           | Giovanni Virnuccio ✔️ Sindaco | 4 018              | 51,37              | 2 213   | 29,74   | 762                       | 9,70  | 2     |       |
| Socialisti Democratici Italiani | Giovanni Virnuccio ✔️ Sindaco | 4 018              | 51,37              | 2 213   | 29,74   | 540                       | 6,87  | 1     |       |
|                                 | Salvatore Longone             | 3 804              | 48,63              | 3 190   | 42,86   | Forza Italia              | 1 650 | 21,00 | 5     |
| Alleanza Nazionale              | Salvatore Longone             | 3 804              | 48,63              | 3 190   | 42,86   | 853                       | 10,86 | 2     |       |
| Centro Cristiano Democratico    | Salvatore Longone             | 3 804              | 48,63              | 3 190   | 42,86   | 336                       | 4,28  | 1     |       |
|                                 | Francesco Giannone            | Francesco Giannone | Francesco Giannone | 1 787   | 24,01   | Democratici di Sinistra   | 1 908 | 24,28 | 6     |
|                                 | Angelo Marotta                | Angelo Marotta     | Angelo Marotta     | 668     | 8,98    | Rifondazione Comunista    | 566   | 7,20  | 1     |
| Totale                          | Totale                        | 7 822              | 100                | 7 442   | 100     |                           | 7 858 | 100   | 20    |
|                                 |                               |                    |                    |         |         |                           |       |       |       |
| Fonte: Ministero dell'interno   |                               |                    |                    |         |         |                           |       |       |       |

### Provincia regionale di Catania

#### Aci Catena
|                                            | Ascenzio Maesano ✔️ Sindaco | 7 133  | 53,48 | Partito Popolare Italiano    | 1 510  | 11,73 | 3  |  |  |
| Centro                                     | Ascenzio Maesano ✔️ Sindaco | 7 133  | 53,48 | 1 502                        | 11,67  | 3     |    |  |  |
| Lista Civica                               | Ascenzio Maesano ✔️ Sindaco | 7 133  | 53,48 | 1 067                        | 8,29   | 2     |    |  |  |
| Cristiani Democratici Uniti                | Ascenzio Maesano ✔️ Sindaco | 7 133  | 53,48 | 813                          | 6,32   | 1     |    |  |  |
| UDEUR                                      | Ascenzio Maesano ✔️ Sindaco | 7 133  | 53,48 | 753                          | 5,85   | 1     |    |  |  |
| Rinnovamento Italiano                      | Ascenzio Maesano ✔️ Sindaco | 7 133  | 53,48 | 645                          | 5,01   | 1     |    |  |  |
| I Democratici                              | Ascenzio Maesano ✔️ Sindaco | 7 133  | 53,48 | 643                          | 5,00   | 1     |    |  |  |
| Lista Civica                               | Ascenzio Maesano ✔️ Sindaco | 7 133  | 53,48 | 641                          | 4,98   | 1     |    |  |  |
| Democratici di Sinistra-Comunisti Italiani | Ascenzio Maesano ✔️ Sindaco | 7 133  | 53,48 | 298                          | 2,32   | –     |    |  |  |
| Socialisti Uniti                           | Ascenzio Maesano ✔️ Sindaco | 7 133  | 53,48 | 236                          | 1,83   | –     |    |  |  |
|                                            | Sebastiano Oliveri          | 3 358  | 25,18 | Alleanza Nazionale           | 1 261  | 9,80  | 2  |  |  |
| Lista Civica                               | Sebastiano Oliveri          | 3 358  | 25,18 | 560                          | 4,35   | 1     |    |  |  |
|                                            | Fulvio Di Gregorio          | 2 474  | 18,55 | Centro Cristiano Democratico | 1 437  | 11,17 | 2  |  |  |
| Forza Italia                               | Fulvio Di Gregorio          | 2 474  | 18,55 | 1 212                        | 9,42   | 2     |    |  |  |
| I Liberal Sgarbi                           | Fulvio Di Gregorio          | 2 474  | 18,55 | 67                           | 0,52   | –     |    |  |  |
|                                            | Santo Scalia                | 373    | 2,80  | Rifondazione Comunista       | 223    | 1,73  | –  |  |  |
| Totale                                     | Totale                      | 13 338 | 100   |                              | 12 868 | 100   | 20 |  |  |
|                                            |                             |        |       |                              |        |       |    |  |  |
| Fonte: Ministero dell'interno              |                             |        |       |                              |        |       |    |  |  |

#### Mascalucia
|                                 | Giuseppe D'Urso Somma ✔️ Sindaco | 6 528  | 57,08 | Forza Italia                       | 1 865  | 15,66 | 4  |  |  |
| Centro Cristiano Democratico    | Giuseppe D'Urso Somma ✔️ Sindaco | 6 528  | 57,08 | 1 630                              | 13,68  | 3     |    |  |  |
| Cristiani Democratici Uniti     | Giuseppe D'Urso Somma ✔️ Sindaco | 6 528  | 57,08 | 1 255                              | 10,54  | 2     |    |  |  |
| Lista Civica                    | Giuseppe D'Urso Somma ✔️ Sindaco | 6 528  | 57,08 | 1 012                              | 8,50   | 2     |    |  |  |
| Alleanza Nazionale              | Giuseppe D'Urso Somma ✔️ Sindaco | 6 528  | 57,08 | 894                                | 7,51   | 1     |    |  |  |
| Lista Civica                    | Giuseppe D'Urso Somma ✔️ Sindaco | 6 528  | 57,08 | 505                                | 4,24   | 1     |    |  |  |
|                                 | Pasquale Paolillo                | 4 522  | 39,54 | Democratici di Sinistra            | 977    | 8,20  | 2  |  |  |
| Lista Civica                    | Pasquale Paolillo                | 4 522  | 39,54 | 960                                | 8,06   | 2     |    |  |  |
| Lista Civica                    | Pasquale Paolillo                | 4 522  | 39,54 | 609                                | 5,11   | 1     |    |  |  |
| Partito Popolare Italiano       | Pasquale Paolillo                | 4 522  | 39,54 | 436                                | 3,66   | 1     |    |  |  |
| I Democratici                   | Pasquale Paolillo                | 4 522  | 39,54 | 406                                | 3,41   | 1     |    |  |  |
| Socialisti Democratici Italiani | Pasquale Paolillo                | 4 522  | 39,54 | 275                                | 2,31   | –     |    |  |  |
| UDEUR                           | Pasquale Paolillo                | 4 522  | 39,54 | 173                                | 1,45   | –     |    |  |  |
|                                 | Francesco Condorelli             | 491    | 4,29  | Movimento Sociale Fiamma Tricolore | 332    | 2,79  | –  |  |  |
|                                 | Antonio Torrisi                  | 371    | 3,24  | Lista Civica                       | 107    | 0,90  | –  |  |  |
| Totale                          | Totale                           | 11 436 | 100   |                                    | 11 912 | 100   | 20 |  |  |
|                                 |                                  |        |       |                                    |        |       |    |  |  |
| Fonte: Ministero dell'interno   |                                  |        |       |                                    |        |       |    |  |  |

### Provincia regionale di Enna

#### Piazza Armerina
|                                 | Ivan Giuseppe Velardita ✔️ Sindaco | 7 200  | 60,84 | Partito Popolare Italiano-Rinnovamento Italiano      | 2 454  | 21,49 | 5  |  |  |
| Democratici di Sinistra         | Ivan Giuseppe Velardita ✔️ Sindaco | 7 200  | 60,84 | 2 230                                                | 19,53  | 5     |    |  |  |
| Socialisti Democratici Italiani | Ivan Giuseppe Velardita ✔️ Sindaco | 7 200  | 60,84 | 1 474                                                | 12,91  | 3     |    |  |  |
| I Democratici-Altri             | Ivan Giuseppe Velardita ✔️ Sindaco | 7 200  | 60,84 | 402                                                  | 3,52   | –     |    |  |  |
| Rifondazione Comunista          | Ivan Giuseppe Velardita ✔️ Sindaco | 7 200  | 60,84 | 250                                                  | 2,19   | –     |    |  |  |
|                                 | Fabrizio Flavio Tudisco            | 1 461  | 12,35 | Forza Italia                                         | 1 416  | 12,40 | 2  |  |  |
|                                 | Giuseppe Russo                     | 1 354  | 11,44 | UDEUR-Partito Socialista-Cristiani Democratici Uniti | 1 318  | 11,54 | 2  |  |  |
|                                 | Patrizia Ferraro                   | 1 048  | 8,86  | Lista Civica                                         | 1 000  | 8,76  | 2  |  |  |
|                                 | Gaetano Ramunno                    | 771    | 6,52  | Centro Cristiano Democratico                         | 524    | 4,59  | 1  |  |  |
| Alleanza Nazionale              | Gaetano Ramunno                    | 771    | 6,52  | 351                                                  | 3,07   | –     |    |  |  |
| Totale                          | Totale                             | 11 834 | 100   |                                                      | 11 419 | 100   | 20 |  |  |
|                                 |                                    |        |       |                                                      |        |       |    |  |  |
| Fonte: Ministero dell'interno   |                                    |        |       |                                                      |        |       |    |  |  |

### Provincia regionale di Messina

#### Sant'Agata di Militello
| Candidati                                                    | Candidati                 | II turno      | II turno      | I turno | I turno | Liste                       | Voti  | %     | Seggi |
| Candidati                                                    | Candidati                 | Voti          | %             | Voti    | %       | Liste                       | Voti  | %     | Seggi |
| ------------------------------------------------------------ | ------------------------- | ------------- | ------------- | ------- | ------- | --------------------------- | ----- | ----- | ----- |
|                                                              | Aldo Fresina ✔️ Sindaco   | 4 636         | 57,05         | 2 703   | 31,72   | Rinnovamento Italiano-Altri | 939   | 11,41 | 3     |
| Democratici di Sinistra-I Democratici-Rifondazione Comunista | Aldo Fresina ✔️ Sindaco   | 4 636         | 57,05         | 2 703   | 31,72   | 807                         | 9,80  | 2     |       |
| Partito Popolare Italiano-Socialisti Democratici Italiani    | Aldo Fresina ✔️ Sindaco   | 4 636         | 57,05         | 2 703   | 31,72   | 780                         | 9,47  | 2     |       |
|                                                              | Concetta Maria Papa Lo Re | 3 490         | 42,95         | 3 149   | 36,96   | Lista Civica                | 1 993 | 24,21 | 4     |
| Forza Italia-Centro Cristiano Democratico-Partito Socialista | Concetta Maria Papa Lo Re | 3 490         | 42,95         | 3 149   | 36,96   | 1 667                       | 20,25 | 4     |       |
|                                                              | Anaele Borgia             | Anaele Borgia | Anaele Borgia | 2 669   | 31,32   | Lista Civica (A)            | 1 491 | 18,11 | 4     |
| Lista Civica (A)                                             | Anaele Borgia             | Anaele Borgia | Anaele Borgia | 2 669   | 31,32   | 556                         | 6,75  | 1     |       |
| Totale                                                       | Totale                    | 8 126         | 100           | 8 521   | 100     |                             | 8 233 | 100   | 20    |
|                                                              |                           |               |               |         |         |                             |       |       |       |
| Fonte: Ministero dell'interno                                |                           |               |               |         |         |                             |       |       |       |

### Provincia regionale di Siracusa

#### Siracusa
| Candidati                       | Candidati                         | II turno             | II turno             | I turno | I turno | Liste                      | Voti   | %     | Seggi |
| Candidati                       | Candidati                         | Voti                 | %                    | Voti    | %       | Liste                      | Voti   | %     | Seggi |
| ------------------------------- | --------------------------------- | -------------------- | -------------------- | ------- | ------- | -------------------------- | ------ | ----- | ----- |
|                                 | Giambattista Bufardeci ✔️ Sindaco | 30 906               | 73,58                | 27 070  | 44,73   | Forza Italia               | 10 862 | 19,06 | 9     |
| Alleanza Nazionale              | Giambattista Bufardeci ✔️ Sindaco | 30 906               | 73,58                | 27 070  | 44,73   | 5 862                      | 10,29  | 4     |       |
| Cristiani Democratici Uniti     | Giambattista Bufardeci ✔️ Sindaco | 30 906               | 73,58                | 27 070  | 44,73   | 4 779                      | 8,39   | 3     |       |
| Centro Cristiano Democratico    | Giambattista Bufardeci ✔️ Sindaco | 30 906               | 73,58                | 27 070  | 44,73   | 1 280                      | 2,25   | 1     |       |
| I Liberal Sgarbi                | Giambattista Bufardeci ✔️ Sindaco | 30 906               | 73,58                | 27 070  | 44,73   | 647                        | 1,14   | –     |       |
| Partito Socialista              | Giambattista Bufardeci ✔️ Sindaco | 30 906               | 73,58                | 27 070  | 44,73   | 188                        | 0,33   | –     |       |
|                                 | Fausto Spagna                     | 11 097               | 26,42                | 13 311  | 21,99   | Partito Popolare Italiano  | 8 123  | 14,26 | 7     |
| Democratici di Sinistra         | Fausto Spagna                     | 11 097               | 26,42                | 13 311  | 21,99   | 3 962                      | 6,95   | 3     |       |
| Socialisti Democratici Italiani | Fausto Spagna                     | 11 097               | 26,42                | 13 311  | 21,99   | 1 950                      | 3,42   | 1     |       |
| Rinnovamento Italiano           | Fausto Spagna                     | 11 097               | 26,42                | 13 311  | 21,99   | 1 756                      | 3,08   | 1     |       |
| Noi Siciliani                   | Fausto Spagna                     | 11 097               | 26,42                | 13 311  | 21,99   | 1 487                      | 2,61   | 1     |       |
|                                 | Marco Fatuzzo                     | Marco Fatuzzo        | Marco Fatuzzo        | 8 248   | 13,63   | I Democratici (B)          | 3 406  | 5,98  | 2     |
| Comunisti Italiani              | Marco Fatuzzo                     | Marco Fatuzzo        | Marco Fatuzzo        | 8 248   | 13,63   | 626                        | 1,10   | –     |       |
|                                 | Franco Greco                      | Franco Greco         | Franco Greco         | 6 330   | 10,46   | Lista Franco Greco (B)     | 4 738  | 8,32  | 4     |
|                                 | Antonino Vella                    | Antonino Vella       | Antonino Vella       | 2 264   | 3,74    | UDEUR (B)                  | 4 072  | 7,15  | 3     |
|                                 | Giuseppe Midolo                   | Giuseppe Midolo      | Giuseppe Midolo      | 1 993   | 3,29    | Siracusa Nuova (B)         | 1 839  | 3,23  | 1     |
|                                 | Sebastiano Impelluso              | Sebastiano Impelluso | Sebastiano Impelluso | 716     | 1,18    | Federazione dei Valori (A) | 852    | 1,50  | –     |
|                                 | Gaspare Aglieco                   | Gaspare Aglieco      | Gaspare Aglieco      | 592     | 0,98    | Rifondazione Comunista (B) | 550    | 0,97  | –     |
| Totale                          | Totale                            | 42 003               | 100                  | 60 524  | 100     |                            | 56 979 | 100   | 40    |
|                                 |                                   |                      |                      |         |         |                            |        |       |       |
| Fonte: Ministero dell'interno   |                                   |                      |                      |         |         |                            |        |       |       |

#### Pachino
| Candidati                       | Candidati              | II turno             | II turno             | I turno | I turno | Liste                           | Voti   | %     | Seggi |
| Candidati                       | Candidati              | Voti                 | %                    | Voti    | %       | Liste                           | Voti   | %     | Seggi |
| ------------------------------- | ---------------------- | -------------------- | -------------------- | ------- | ------- | ------------------------------- | ------ | ----- | ----- |
|                                 | Mauro Adamo ✔️ Sindaco | 4 834                | 54,08                | 2 752   | 23,55   | Lista civica di centro-sinistra | 1 326  | 11,74 | 5     |
| Democratici di Sinistra         | Mauro Adamo ✔️ Sindaco | 4 834                | 54,08                | 2 752   | 23,55   | 491                             | 4,35   | 2     |       |
| Rinnovamento Italiano           | Mauro Adamo ✔️ Sindaco | 4 834                | 54,08                | 2 752   | 23,55   | 467                             | 4,13   | 1     |       |
| Partito Popolare Italiano       | Mauro Adamo ✔️ Sindaco | 4 834                | 54,08                | 2 752   | 23,55   | 381                             | 3,37   | 1     |       |
| Socialisti Democratici Italiani | Mauro Adamo ✔️ Sindaco | 4 834                | 54,08                | 2 752   | 23,55   | 306                             | 2,71   | –     |       |
| Comunisti Italiani              | Mauro Adamo ✔️ Sindaco | 4 834                | 54,08                | 2 752   | 23,55   | 232                             | 2,05   | –     |       |
|                                 | Giuseppe Campisi       | 4 105                | 45,92                | 2 920   | 24,99   | UDEUR                           | 882    | 7,81  | 2     |
| Forza Italia                    | Giuseppe Campisi       | 4 105                | 45,92                | 2 920   | 24,99   | 860                             | 7,61   | 1     |       |
| Lista Civica                    | Giuseppe Campisi       | 4 105                | 45,92                | 2 920   | 24,99   | 538                             | 4,76   | 1     |       |
| Cristiani Democratici Uniti     | Giuseppe Campisi       | 4 105                | 45,92                | 2 920   | 24,99   | 444                             | 3,93   | 1     |       |
| I Liberal Sgarbi                | Giuseppe Campisi       | 4 105                | 45,92                | 2 920   | 24,99   | 331                             | 2,93   | –     |       |
| Noi Siciliani                   | Giuseppe Campisi       | 4 105                | 45,92                | 2 920   | 24,99   | 298                             | 2,64   | –     |       |
| Centro Cristiano Democratico    | Giuseppe Campisi       | 4 105                | 45,92                | 2 920   | 24,99   | 139                             | 1,23   | –     |       |
|                                 | Corrado Giuliano       | Corrado Giuliano     | Corrado Giuliano     | 2 192   | 18,76   | Lista Civica                    | 1 473  | 13,04 | 2     |
|                                 | Carmelo Latino         | Carmelo Latino       | Carmelo Latino       | 1 386   | 11,86   | Lista Civica                    | 660    | 5,84  | 1     |
| Rinascita di Pachino            | Carmelo Latino         | Carmelo Latino       | Carmelo Latino       | 1 386   | 11,86   | 365                             | 3,23   | –     |       |
|                                 | Giuseppe Santacroce    | Giuseppe Santacroce  | Giuseppe Santacroce  | 941     | 8,05    | I Democratici (A)               | 686    | 6,07  | 2     |
|                                 | Giuseppina Ignaccolo   | Giuseppina Ignaccolo | Giuseppina Ignaccolo | 544     | 4,65    | Lista Civica                    | 660    | 5,84  | –     |
|                                 | Francesco Deluca       | Francesco Deluca     | Francesco Deluca     | 510     | 4,36    | Alleanza Nazionale              | 512    | 4,53  | –     |
|                                 | Corradina Spampinato   | Corradina Spampinato | Corradina Spampinato | 442     | 3,78    | Rifondazione Comunista-Altri    | 451    | 3,99  | –     |
| Totale                          | Totale                 | 8 939                | 100                  | 11 687  | 100     |                                 | 11 296 | 100   | 20    |
|                                 |                        |                      |                      |         |         |                                 |        |       |       |
| Fonte: Ministero dell'interno   |                        |                      |                      |         |         |                                 |        |       |       |

### Provincia Regionale di Trapani

#### Mazara del Vallo
| Candidati                                                       | Candidati               | II turno          | II turno          | I turno | I turno | Liste                   | Voti   | %     | Seggi |
| Candidati                                                       | Candidati               | Voti              | %                 | Voti    | %       | Liste                   | Voti   | %     | Seggi |
| --------------------------------------------------------------- | ----------------------- | ----------------- | ----------------- | ------- | ------- | ----------------------- | ------ | ----- | ----- |
|                                                                 | Nicolò Vella ✔️ Sindaco | 11 162            | 51,94             | 12 673  | 47,83   | Alleanza Nazionale      | 4 167  | 16,10 | 6     |
| Forza Italia                                                    | Nicolò Vella ✔️ Sindaco | 11 162            | 51,94             | 12 673  | 47,83   | 3 974                   | 15,35  | 6     |       |
| Centro Cristiano Democratico                                    | Nicolò Vella ✔️ Sindaco | 11 162            | 51,94             | 12 673  | 47,83   | 2 529                   | 9,77   | 3     |       |
| Cristiani Democratici Uniti                                     | Nicolò Vella ✔️ Sindaco | 11 162            | 51,94             | 12 673  | 47,83   | 2 127                   | 8,22   | 3     |       |
| Partito Socialista                                              | Nicolò Vella ✔️ Sindaco | 11 162            | 51,94             | 12 673  | 47,83   | 277                     | 1,07   | –     |       |
|                                                                 | Nicolò Giacalone        | 10 327            | 48,06             | 12 818  | 48,38   | Democratici di Sinistra | 3 627  | 14,01 | 4     |
| Partito Popolare Italiano                                       | Nicolò Giacalone        | 10 327            | 48,06             | 12 818  | 48,38   | 3 592                   | 13,87  | 3     |       |
| UDEUR                                                           | Nicolò Giacalone        | 10 327            | 48,06             | 12 818  | 48,38   | 2 819                   | 10,89  | 3     |       |
| Rinnovamento Italiano                                           | Nicolò Giacalone        | 10 327            | 48,06             | 12 818  | 48,38   | 1 384                   | 5,35   | 1     |       |
| Società Ambiente (Rifondazione Comunista-Federazione dei Verdi) | Nicolò Giacalone        | 10 327            | 48,06             | 12 818  | 48,38   | 986                     | 3,81   | 1     |       |
|                                                                 | Vincenzo Calafato       | Vincenzo Calafato | Vincenzo Calafato | 1 005   | 3,79    | Lista Civica            | 407    | 1,57  | –     |
| Totale                                                          | Totale                  | 21 489            | 100               | 26 496  | 100     |                         | 25 889 | 100   | 30    |
|                                                                 |                         |                   |                   |         |         |                         |        |       |       |
| Fonte: Ministero dell'interno                                   |                         |                   |                   |         |         |                         |        |       |       |